# سد فوجيوارا
سد فوجيوارا Fujiwara Dam هو سد جاذبية مقام على نهر توني أحد روافد في مقاطعة غونما في اليابان.
يقع على بعد 14 كم شمال ميناكامي. تم إنشاؤه بين عامي 1951 و1957. ويبلغ ارتفاعه 95 متر ويحوي الخزان المائي أمامه حوالي 52 مليون متر مكعب من المياه.  